# Ołeh Bazyłewycz
Ołeh Petrowycz Bazyłewycz, ukr. Олег Петрович Базилевич, ros. Олег Петрович Базилевич, Oleg Pietrowicz Bazilewicz (ur. 6 lipca 1938 w Kijowie, zm. 16 października 2018 tamże) – ukraiński piłkarz występujący na pozycji napastnika, trener piłkarski.

## Kariera piłkarska

### Kariera klubowa
Jako nastolatek rozpoczynał karierę piłkarską w 1952 w zespole juniorów Budiwelnyk Kijów. Absolwent kijowskiej FSzM (Futbolowej Szkoły Młodzieżowej) (1954–1957). Debiutował w składzie Dynama Kijów w 1957 roku. Wyróżniał się wysoką szybkością, techniką pracy z piłką, bardzo dobrze grał głową w powietrzu. Często przy dalszym słupku zamykał podania kolegi Walerego Łobanowskiego. Obaj doskonale się rozumieli. Potem razem występowali w drużynach Czornomoreć Odessa oraz Szachtar Donieck.

### Kariera reprezentacyjna
Chociaż był dobrym napastnikiem, ale nie był powoływany do reprezentacji ZSRR tak jak w te czasy było bardzo dużo mocnych piłkarzy grających na tej pozycji.

## Kariera trenerska
Po zakończeniu kariery piłkarskiej Bazyłewycz najpierw wykładał w Instytucie Kultury Fizycznej w Kijowie. Potem trenuje ukraińskie drużyny drugiej ligi Desna Czernihów i Szachtar Kadijewka. W 1973 został zaproszony na stanowisko głównego trenera Szachtara Donieck. Zdobył awans do Wysszej Ligi w tymże roku. W latach 1974–1976 razem ze swoim przyjacielem Walerym Łobanowskim trenował Dynamo Kijów i reprezentację ZSRR. W klubie Dynama też łączył stanowisko dyrektora drużyny. Wtedy osiągnął największe sukcesy - tytuł mistrza ZSRR w 1974 i 1975 oraz Puchar Zdobywców Pucharów i Superpuchar Europy w 1975. Był zwolennikiem ciężkich fizycznych treningów, czemu sprzeciwili się piłkarze Dynama. Był zmuszony w końcu opuścić klub. Później trenował kluby Dynamo Mińsk i Paxtakor Taszkent. Cudem przeżył przelot z drużyną na mecz piłkarski do Mińska (zespół zginął w wyniku katastrofy powietrznej). Po trenerskiej pracy w drużynach CSKA Moskwa, Zoria Woroszyłowgrad i Szachtar Donieck wyjechał za granicę do Bułgarii, gdzie trenował najpierw klub Slawia Sofia, a potem olimpijską reprezentację Bułgarii. Po odzyskaniu niepodległości przez Ukrainę w 1992 zostaje głównym trenerem reprezentacji Ukrainy. W latach 1995–1996 znowu wyjeżdża za granicę trenować olimpijską reprezentację Kuwejtu, a potem w 1997 klub Al Kuwait Kaifan.
16 października 2018 po przewlekłej chorobie zmarł w Kijowie w wieku 81 lat.

## Sukcesy i odznaczenia

### Sukcesy klubowe
- mistrz ZSRR: 1961
- wicemistrz ZSRR: 1960, 1965
- zdobywca Pucharu ZSRR: 1964

### Sukcesy trenerskie
- mistrz ZSRR: 1974, 1975
- zdobywca Pucharu ZSRR: 1974
- zdobywca Pucharu Zdobywców Pucharów: 1975
- zdobywca Superpucharu Europy: 1975

### Sukcesy indywidualne
- 6-krotnie wybrany do listy 33 najlepszych piłkarzy ZSRR

### Odznaczenia
- tytuł Mistrza Sportu ZSRR: 1960
- tytuł Zasłużonego Trenera ZSRR: 1975
- tytuł Zasłużonego Trenera Ukrainy
- Order „Za zasługi” III klasy: 2004[5].
- Order „Za zasługi” II klasy: 2011[6]